# Den sjunde vågen
Den sjunde vågen (en español: La séptima ola) es el segundo álbum de estudio de la cantante y compositora sueca Marie Fredriksson, publicado el 17 de febrero de 1986 por el sello EMI Svenska AB en formato LP y casete. Posteriormente fue seguido de una edición en CD el 29 de octubre de 1986.
En 2002, Den sjunde vågen fue remasterizado y reeditado dentro de la colección Kärlekens guld, con la inclusión de una pista adicional inédita.

## Producción
Fue grabado entre junio y septiembre del año anterior en los estudios EMI de Estocolmo bajo la producción de Lars-Göran "Lasse" Lindbom. El título hace referencia a una metáfora tomada de la novela Papillon de Henri Charrière, lectura que acompañó a Fredriksson durante unas vacaciones en Canarias junto a su pareja y productor, aludiendo a la idea de que cada serie de olas culmina en una séptima, más fuerte y determinante.

## Lanzamiento
El álbum fue precedido por el lanzamiento de dos sencillos en Suecia: «Den bästa dagen» el 4 de octubre de 1985 y «Silver i din hand» el 8 de enero de 1986.
En este trabajo, Fredriksson da un giro más sofisticado a su sonido, alejándose del minimalismo pop de su debut y acercándose a una producción más pulida y con mayor presencia instrumental. Si bien los sencillos promocionales no ingresaron a los rankings de ventas, el álbum logró una buena acogida en Suecia, alcanzando el puesto número 6, en su tercera semana y manteniéndose en listas por más de tres meses. Este disco logró certificación de platino según reseña el libro del disco recopilatorio The RoxBox (Roxette 86-06) al narrar que al momento de salir el disco debut de Roxette, Marie estaba lanzando su segundo disco solista.

## Lista de canciones
Todas las canciones compuestas por Marie Fredriksson y Lasse Lindbom, excepto donde se indica.
1. «Värdighet» – 4:00
2. «För dom som älskar» – 6:12
3. «Silver i din hand» – 3:12
4. «När du såg på mej» – 4:50
5. «Mot okända hav» – 3:44
6. «Den bästa dagen» – 5:17
7. «Tro på mej» – 3:37
8. «En känsla av regn» – 4:00
9. «Den sjunde vågen» – 6:21
10. «Ett hus vid havet» – 1:20
11. «Helig man» – 4:04 (incluida en la edición en CD)
12. «Skyll på mej» – 3:33 (incluida en la edición en CD)
13. «Det finns så mycket man inte känner till» – 3:33 (pista adicional en la reedición de 2002)

## Créditos[9]
- Marie Fredriksson: Voz principal y coros
- Per Andersson: coros, sintetizador y percusión
- Staffan Astner: guitarra
- Richard "Ricky" Johansson: bajo y contrabajo vertical eléctrico
- Leif Larson: piano, teclados  y sintetizador
- Lars-Göran "Lasse" Lindbom: Voz principal (track 4), coros, guitarra acústica, ingeniero de sonido y producción

- Marianne Flynner: coros (track 6)
- Henrik Janson: guitarra y sintetizador (track 7)
- Jan "Nane" Kvillsäter. guitarra eléctrica (track 1) y guitarra acústica (track 9)
- Tove Naess: coros (track 6)
- Tommy Nilsson: coros (track 6)
- Mikael Rickfors: coros (track 6)
- Reg Ward: saxo (track 2)
- Basse Wickman: coros (track 6)

- Kjell Andersson: diseño de portada
- Calle Bengtsson: fotografía
- Björn Boström: ingeniero de sonido